# Land of Hope and Glory
Land of Hope and Glory ("Hoppets och ärans land") är en brittisk patriotisk sång. Melodin är skriven av Edward Elgar, som del av stycket Pomp and Circumstance No 1, och texten är ursprungligen en dikt skriven av Arthur Christopher Benson till kung Edvard VII:s kröning 1902. Stycket spelar en viktig roll i den brittiska patriotiska sånghistorien tillsammans med andra stycken som Rule, Britannia! och God Save the King. Land of Hope and Glory är även ett av de klassiska styckena som årligen spelas vid Last Night of the Proms i Royal Albert Hall. Vid framförandet av detta stycke är det brukligt att samtliga stående på parkett i Royal Albert Hall niger i takt med musiken för att vid refrängen sedan sjunga med, stående i givakt. Detta är ett av de mer klassiska inslagen vid promenadkonserten.

## Texten
| Originaltext: Land of Hope and Glory, Mother of the Free, How shall we extol thee, who are born of thee? Wider still and wider shall thy bounds be set; /:God, who made thee mighty, make thee mightier yet!:/ | Svensk översättning: Hoppets och ärans land, moder till det fria, Hur skall vi kunna ära dig, vi som har fötts av dig? Längre och längre ut skall dina gränser stå; /:Gud, som gjorde dig mäktig, gör dig än mäktigare!:/ |